# Посёлок Кирпичного завода № 1
Кирпичного завода № 1 — посёлок в Приволжском районе Астраханской области, входит в состав Фунтовского сельсовета.

## География
Посёлок расположен в юго-западной части Приволжского районе на берегу ерика Царёв.
Климат
резко континентальный, с жарким и засушливым летом и бесснежной ветреной, иногда с большими холодами, зимой. Согласно классификации климатов Кёппена-Гейгера тип климата — семиаридный (индекс BSk).

## Население
| 2002 | 2010  | 2021  |
| ---- | ----- | ----- |
| 2528 | ↗3041 | ↗4437 |

Национальный и гендерный состав
По данным Всероссийской переписи населения 2010 года проживало 3041 человек (1430 мужчин, 1611 женщин). Согласно результатам переписи 2002 года, в национальной структуре населения русские составляли 70 % от общей численности в 2526 человек.

## Инфраструктура
Производство пластиковых лодок.
Производство лодок из ПВХ. 
Рисовый завод. 
Выращивание бахчевых культур. 
Выращивание помидоров (на полях).

## Транспорт
Имеет прямое автобусное сообщение с Астраханью, Фунтово-1 (маршрутное такси № 116) и Евпраксино. На южной окраине посёлка имеется путепровод недостроенной двухуровневой развязки с автодорогой Три Протока - посёлок Кирпичного завода № 1, которую планировалось продлить по мосту через Царев до Яксатово.